# Paterson (New Jersey)
Paterson je město v Passaic County v americkém státě New Jersey. S počtem obyvatel kolem 150 000 tvoří třetí největší město ve státě New Jersey. Paterson je hlavní sídlo Passaic County. Je známé také jako Sametové město kvůli dominantní roli v produkci hedvábí v pozdním 19. století.

## Město v umění
O městě Paterson vypráví poetický film Paterson (2016), ve kterém postavu řidiče autobusu Patersona hraje Adam Driver. Film také popisuje zdejší osobnosti a místa.

## Slavní rodáci
- William Graham Sumner (1840–1910), americký sociolog, vysokoškolský učitel a spisovatel[3]
- Joseph Weber (1919–2000), americký fyzik[4]
- Kathryn Sullivanová (* 1951), americká geoložka, profesorka a bývalá astronautka[5]
- J. Michael Straczynski (* 1954), americký spisovatel a televizní producent[6]
- Ron Cephas Jones (* 1957), americký herec[7]
- Patrick Warburton (* 1964), americký herec[8]
- Fetty Wap (* 1991), americký rapper[9]